# Stefan Wolpe
Stefan Wolpe (født 25. august 1902, død 4. april 1972) var en tysk/amerikansk komponist født i Berlin.
Flygtede ved nazisternes magtovertagelse i 1933 til Wien, kom via Palæstina til USA i 1938, hvor han levede resten af sit liv.
Stort set alle hans værker er skrevet for mindre kammerbesætninger, og bærer præg af indflydelse fra Webern, de er serielt komponeret, rytmisk stærkt komplicerede og har en raffineret klangskønhed. Han har bl.a. skrevet 1 symfoni.

## Udvalgte værker
- Symfoni nr. 1 (1952) - for orkester
- Passacaglia (19?) - for stort orkester
- "2 Studier" (19?) - for stort orkester